# Vysoká (Kleine Karpaten)
Der Vysoká (deutsch selten Visoka) ist nach dem Záruby der zweithöchste Berg der Kleinen Karpaten. Er befindet sich zwischen den Gemeinden Častá und Kuchyňa. 